# Вірджил Мунтяну
Вірджил Мунтяну (рум. Virgil Munteanu; нар. 10 липня 1988, Дробета-Турну-Северин, жудець Мехедінць) — румунський борець греко-римського стилю, бронзовий призер чемпіонату Європи, учасник Олімпійських ігор.

## Біографія
Боротьбою почав займатися з 1997 року. 2005 став срібним призером на чемпіонаті Європи серед кадетів. Того ж року здобув срібну нагороду на європейській першості серед юніорів. Виступає за клуб «Динамо» Бухарест.

## Спортивні результати на міжнародних змаганнях

### Виступи на Олімпіадах
| Змагання                    | Збірна  | Вагова категорія                 | Місце |
| --------------------------- | ------- | -------------------------------- | ----- |
| Літні Олімпійські ігри 2008 | Румунія | греко-римська боротьба, до 55 кг | 13    |

### Виступи на Чемпіонатах світу
| Змагання                        | Збірна  | Вагова категорія                 | Місце |
| ------------------------------- | ------- | -------------------------------- | ----- |
| Чемпіонат світу з боротьби 2007 | Румунія | греко-римська боротьба, до 55 кг | 7     |
| Чемпіонат світу з боротьби 2009 | Румунія | греко-римська боротьба, до 55 кг | 5     |
| Чемпіонат світу з боротьби 2010 | Румунія | греко-римська боротьба, до 55 кг | 12    |
| Чемпіонат світу з боротьби 2011 | Румунія | греко-римська боротьба, до 55 кг | 23    |
| Чемпіонат світу з боротьби 2013 | Румунія | греко-римська боротьба, до 60 кг | 19    |
| Чемпіонат світу з боротьби 2015 | Румунія | греко-римська боротьба, до 59 кг | 32    |

### Виступи на Чемпіонатах Європи
| Змагання                         | Збірна  | Вагова категорія                 | Місце  |
| -------------------------------- | ------- | -------------------------------- | ------ |
| Чемпіонат Європи з боротьби 2008 | Румунія | греко-римська боротьба, до 55 кг | Бронза |
| Чемпіонат Європи з боротьби 2009 | Румунія | греко-римська боротьба, до 55 кг | 15     |
| Чемпіонат Європи з боротьби 2010 | Румунія | греко-римська боротьба, до 55 кг | 7      |
| Чемпіонат Європи з боротьби 2011 | Румунія | греко-римська боротьба, до 55 кг | 10     |
| Чемпіонат Європи з боротьби 2012 | Румунія | греко-римська боротьба, до 55 кг | 10     |
| Чемпіонат Європи з боротьби 2013 | Румунія | греко-римська боротьба, до 60 кг | 11     |
| Чемпіонат Європи з боротьби 2016 | Румунія | греко-римська боротьба, до 59 кг | 14     |
| Чемпіонат Європи з боротьби 2017 | Румунія | греко-римська боротьба, до 59 кг | 12     |
| Чемпіонат Європи з боротьби 2019 | Румунія | греко-римська боротьба, до 60 кг | 5      |

### Виступи на Європейських іграх
| Змагання              | Збірна  | Вагова категорія                 | Місце |
| --------------------- | ------- | -------------------------------- | ----- |
| Європейські ігри 2015 | Румунія | греко-римська боротьба, до 59 кг | 8     |

### Виступи на інших змаганнях
| Змагання                                                         | Збірна   | Вагова категорія                 | Місце  |
| ---------------------------------------------------------------- | -------- | -------------------------------- | ------ |
| Турнір Дана Колова — Николи Петрова 2007                         | Румунія  | греко-римська боротьба, до 55 кг | Бронза |
| Турнір Дана Колова — Николи Петрова 2009                         | Румунія  | греко-римська боротьба, до 55 кг | 8      |
| Гран-прі Німеччини з боротьби 2009                               | Румунія  | греко-римська боротьба, до 55 кг | 5      |
| Міжнародний турнір «Cristo Lutte» 2010                           | Румунія  | греко-римська боротьба, до 60 кг | 10     |
| Гран-прі Німеччини з боротьби 2010                               | Румунія  | греко-римська боротьба, до 60 кг | 17     |
| Золотий Гран-прі з боротьби 2010 (Баку)                          | Румунія  | греко-римська боротьба, до 55 кг | 7      |
| Міжнародний турнір «Cristo Lutte» 2011                           | Румунія  | греко-римська боротьба, до 60 кг | 9      |
| Золотий Гран-прі з боротьби 2011 (Сомбатгей)                     | Румунія  | греко-римська боротьба, до 55 кг | 10     |
| Турнір міста Сассарі з боротьби 2011                             | Румунія  | греко-римська боротьба, до 60 кг | 6      |
| Кубок Президента Казахстану з боротьби 2011                      | Угорщина | греко-римська боротьба, до 55 кг | Бронза |
| Золотий Гран-прі з боротьби 2012 (Сомбатгей)                     | Румунія  | греко-римська боротьба, до 60 кг | 16     |
| Олімпійський кваліфікаційний турнір з боротьби 2012 (Софія)      | Румунія  | греко-римська боротьба, до 55 кг | 10     |
| Олімпійський кваліфікаційний турнір з боротьби 2012 (Гельсінкі)  | Румунія  | греко-римська боротьба, до 55 кг | Бронза |
| Меморіал Іона Корнеану 2012                                      | Румунія  | греко-римська боротьба, до 60 кг | 5      |
| Турнір Дана Колова — Николи Петрова 2013                         | Румунія  | греко-римська боротьба, до 60 кг | Срібло |
| Меморіал Іона Корнеану 2013                                      | Румунія  | греко-римська боротьба, до 60 кг | Золото |
| Турнір Вехбі Емре і Гаміта Каплана 2015                          | Румунія  | греко-римська боротьба, до 59 кг | 5      |
| Турнір Дана Колова — Николи Петрова 2015                         | Румунія  | греко-римська боротьба, до 59 кг | Бронза |
| Меморіал Іона Корнеану 2015                                      | Румунія  | греко-римська боротьба, до 59 кг | Золото |
| Міжнародний турнір Любомира Івановича-Гедзи 2016                 | Румунія  | греко-римська боротьба, до 59 кг | Срібло |
| Олімпійський кваліфікаційний турнір з боротьби 2016 (Зренянин)   | Румунія  | греко-римська боротьба, до 59 кг | 18     |
| Олімпійський кваліфікаційний турнір з боротьби 2016 (Улан-Батор) | Румунія  | греко-римська боротьба, до 59 кг | 7      |
| Олімпійський кваліфікаційний турнір з боротьби 2016 (Стамбул)    | Румунія  | греко-римська боротьба, до 59 кг | 12     |
| Кубок Європейських націй з боротьби 2016                         | Румунія  | команда                          | Бронза |
| Клубний чемпіонат світу з боротьби 2016                          | Румунія  | команда                          | 13     |
| Київський Міжнародний турнір з боротьби 2017                     | Румунія  | греко-римська боротьба, до 59 кг | 12     |
| Гран-прі Загреба з боротьби 2017                                 | Румунія  | греко-римська боротьба, до 59 кг | 10     |
| Гран-прі Угорщини з боротьби 2017                                | Румунія  | греко-римська боротьба, до 66 кг | 12     |
| Турнір Дана Колова — Николи Петрова 2017                         | Румунія  | греко-римська боротьба, до 59 кг | 11     |
| Міжнародний турнір Любомира Івановича-Гедзи 2017                 | Румунія  | греко-римська боротьба, до 66 кг | 7      |
| Меморіал Іона Корнеану і Ладислава Сімона 2017                   | Румунія  | греко-римська боротьба, до 59 кг | Золото |
| Гран-прі Загреба з боротьби 2018                                 | Румунія  | греко-римська боротьба, до 60 кг | Золото |
| Тор Мастерс 2018                                                 | Румунія  | греко-римська боротьба, до 60 кг | Золото |
| Турнір Дана Колова — Николи Петрова 2018                         | Румунія  | греко-римська боротьба, до 60 кг | Срібло |
| Меморіал Кристьяна Палусалу 2018                                 | Румунія  | греко-римська боротьба, до 60 кг | Бронза |
| Гран-прі Загреба з боротьби 2019                                 | Румунія  | греко-римська боротьба, до 60 кг | 5      |
| Гран-прі Угорщини з боротьби 2019                                | Румунія  | греко-римська боротьба, до 60 кг | 20     |

### Виступи на змаганнях молодших вікових груп
| Змагання                                       | Збірна  | Вагова категорія                 | Місце  |
| ---------------------------------------------- | ------- | -------------------------------- | ------ |
| Чемпіонат Європи з боротьби серед кадетів 2003 | Румунія | греко-римська боротьба, до 50 кг | 13     |
| Чемпіонат Європи з боротьби серед кадетів 2004 | Румунія | греко-римська боротьба, до 50 кг | 4      |
| Чемпіонат Європи з боротьби серед кадетів 2005 | Румунія | греко-римська боротьба, до 50 кг | Срібло |
| Чемпіонат Європи з боротьби серед юніорів 2005 | Румунія | греко-римська боротьба, до 50 кг | Срібло |
| Чемпіонат Європи з боротьби серед юніорів 2006 | Румунія | греко-римська боротьба, до 50 кг | 9      |
| Чемпіонат світу з боротьби серед юніорів 2006  | Румунія | греко-римська боротьба, до 55 кг | 9      |
| Чемпіонат Європи з боротьби серед юніорів 2007 | Румунія | греко-римська боротьба, до 55 кг | 12     |
| Чемпіонат світу з боротьби серед юніорів 2007  | Румунія | греко-римська боротьба, до 55 кг | 7      |